# Sítio geológico
Sítio geológico ou geossítio é um lugar de particular interesse para o estudo da geologia, notável sob o ponto de vista científico, didático ou turístico, seja pela singularidade de suas formações geológicas ou da natureza mineral do subsolo seja por seu valor paleontológico.
No sentido mais amplo, corresponde aos geoparques e no sentido mais estrito, designa um determinado e específico lugar ou formação dentro destes. 
O geopatrimônio corresponde ao patrimônio natural [en] geológico.

## No Brasil
No Brasil, cabe à Comissão Brasileira de Sítios Geológicos e Paleobiológicos (SIGEP) fazer a criteriosa inventariança e divulgação dos geossítios notáveis para efeitos de eventuais políticas de proteção ou conservação, inclusive proposição à UNESCO para a outorga do título de Patrimônio Mundial. São exemplos de geossítios brasileiros o Parque Estadual de Vila Velha, as Cataratas do Iguaçu, o Geoparque Araripe e etc.

## Em Portugal

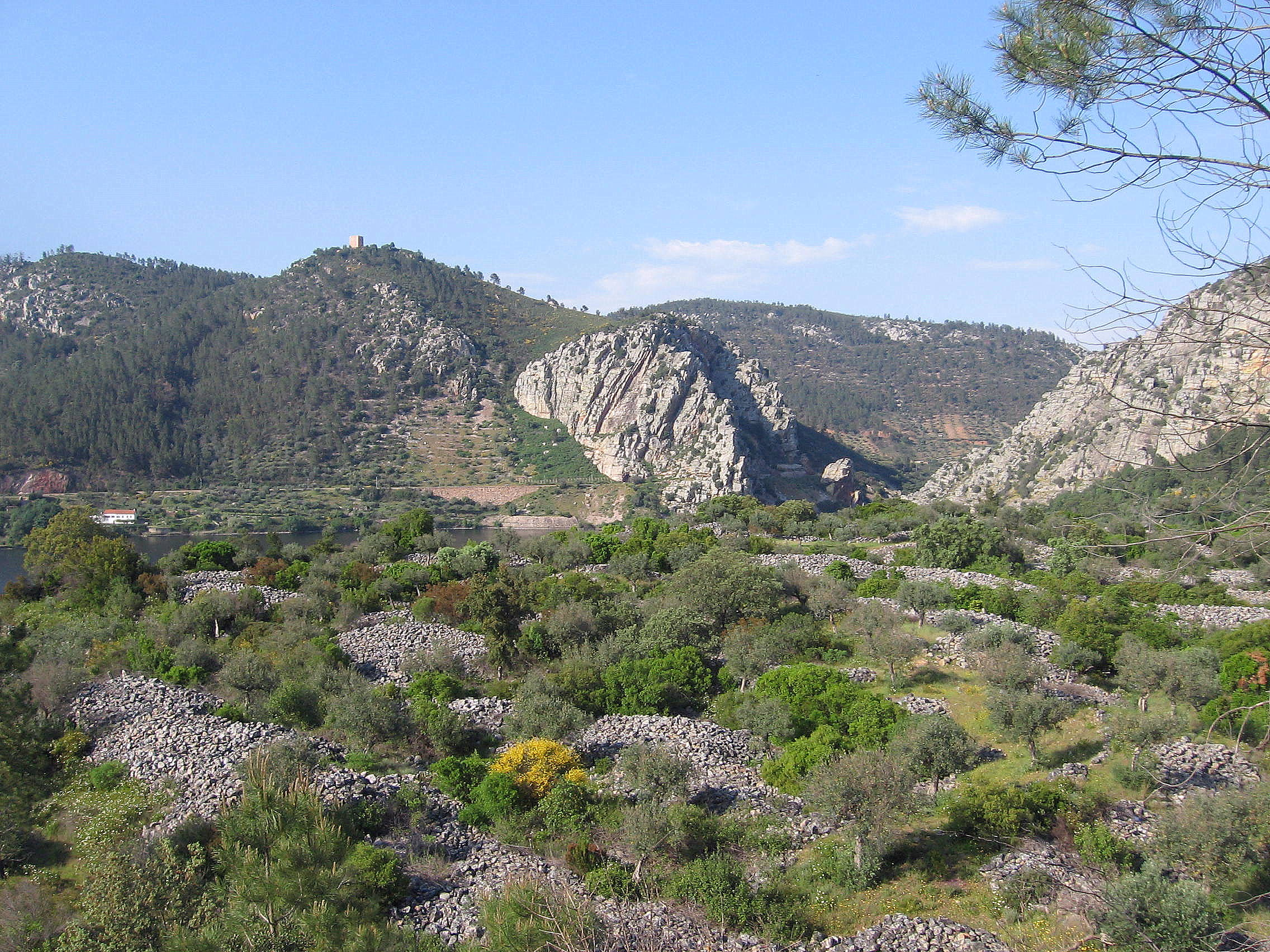
Conhal do Arneiro visto do Castelejo, com as Portas de Ródão em fundo

Em Portugal o mais conhecido geoparque é o Geoparque Naturtejo da Meseta Meridional,  que se estende pela área composta pelos municípios de Castelo Branco, Idanha-a-Nova, Nisa, Oleiros, Proença-a-Nova e Vila Velha de Ródão, apresentando um vasto património geomorfológico, geológico, paleontológico e geomineiro.
Em 2007-2010, foi feito um inventário nacional do património geológico, liderado por investigadores da Universidade do Minho e com representantes da maioria das Universidades Públicas portuguesas. O inventário integrou posteriormente o SIPNAT e o Cadastro Nacional dos Valores Naturais Classificados, sendo listados 295 geossítios de interesse nacional.